# Haute-Loue
Die Haute-Loue (im Oberlauf Coulon genannt) ist ein Fluss in Frankreich, im Département Dordogne in der Region Nouvelle-Aquitaine.

## Verlauf
Sie entspringt im Gemeindegebiet von Payzac unter dem Namen Coulon. Nach etwa sieben Kilometer erreicht der Quellbach den See Lac de Rouffiac-en-Périgord, an dessen Ufer sich ein Freizeitzentrum befindet. Mit dem Abfluss aus dem See ändert das Flüsschen seine Bezeichnung auf Haute-Loue, entwässert weiter Richtung Südwest und mündet nach insgesamt rund 19 Kilometern an der Gemeindegrenze von Lanouaille und Saint-Médard-d’Excideuil als linker Nebenfluss in die Loue.

## Orte am Fluss
(Reihenfolge in Fließrichtung)
- Lavarne Gaillaud, Gemeinde Payzac
- Lanouaille